# Yisrael Beiteinu
Israel Beitenu, també transcrit a vegades com a Yisrael Beiteinu (hebreu: ישראל ביתנו‎, que vol dir Israel és la nostra llar), és un partit polític israelià. El seu líder és Avigdor Lieberman.

## Història
A l'octubre de 2006, amb la coalició sacsejada després de la Guerra del Líban de 2006, Ehud Olmert va incorporar al govern Yisrael Beiteinu. El partit va obtenir un cert èxit en les eleccions legislatives d'Israel del 2009, en obtenir 15 escons en la Kenésset, i així va arribar a convertir-se en el tercer partit més votat d'Israel. El Likkud va crear una coalició amb Israel Beitenu, el Partit Laborista Israelià i el Xas, així obtenint majoria absoluta Binyamín Netanyahu va jurar el seu càrrec com Primer Ministre d'Israel al març de 2009.
El 29 d'octubre de 2012, els delegats del Likkud aprovaren l'aliança electoral entre el seu partit i Israel Beitenu per conformar una llista comuna per a les eleccions legislatives d'Israel de 2013, que assolí la primera posició i la coalició va obtenir 31 escons, 13 van ser pel partit Yisrael Betenu. El trenta-tercer govern d'Israel, també conegut com el tercer govern de Binyamín Netanyahu va prendre possessió el 18 de març de 2013. El primer ministre va ser Netanyahu del Likkud; el govern era una coalició del Likkud-Israel Beitenu, Yeix Atid, La Llar Jueva i Hatnuah. L'aliança del Likkud i Yisrael Beiteinu es va rompre el juliol de 2014
El partit s'uní el maig de 2016 a la nova coalició de govern encapçalada per Netanyahu amb el Likkud, la Llar Jueva, Judaisme Unit de la Torà, Kulanu i Xas, amb el mínim de 61 escons, sorgida de les eleccions legislatives d'Israel de 2015.
Després de les eleccions de 2021, s'arribà a un acord de govern de Yamina, Yeix Atid, Blau i Blanc, Partit Laborista, Yisrael Beiteinu, Nova Esperança, Mérets, i la Llista Àrab Unida que preveia que Naftali Bennett de Yamina seria primer ministre fins al 27 d'agost de 2023, moment en què Yair Lapid, líder de Yeix Atid, agafaria el relleu com a primer ministre i que l'acció de govern se centraria en l'economia i en temes socials, emfatitzant la recuperació després de la Pandèmia de COVID-19. El 30 de juny de 2022, després de l'agreujament de les diferències entre els partits del govern i de patir algunes desercions que els feren perdre la majoria parlamentària, la Kenésset va aprovar la seva dissolució i convocatòria d'eleccions i, segons els acords de coalició, Yair Lapid fou nomenat Primer ministre d'Israel a partir del dia 1 de juliol fins que després de les eleccions legislatives d'Israel de 2022, Netanyahu tornà a ser nomenat primer ministre el 29 de desembre de 2022 i Yisrael Beiteinu tornà a l'oposició.

## Posicionaments
Originàriament, la base de votants del partit era la comunitat jueva israeliana d'origen i llengua russa que havien emigrat de la Unió Soviètica, encara que el suport entre els membres d'aquesta comunitat està baixant i estan mirant d'obrir-se a votants d'altres comunitats.
Yisrael Beiteinu sí que dóna suport a un acord de pau amb els palestins, però defensa substituir l'enfocament de terra per pau per un intercanvi mutu de territoris. El partit es va mostrar favorable a la guerra entre Israel i Hamàs que va començar en 2024 i la guerra entre l'Iran i Israel de 2025.
Les declaracions del seu líder, Avigdor Lieberman i la seva ideologia ultranacionalista i radical solen ser criticades, i de fet han estat qualificades com a pròpies de l'extrema dreta més dura.

## Líders
|  | Líder | Líder             | Inici | Final        |
|  | ----- | ----------------- | ----- | ------------ |
|  |       | Avigdor Lieberman | 1999  | En el càrrec |

## Resultats en les eleccions a la Kenésset
| Any        | Líder             | Vots                   | %                      | Escons   | +/- | Estatus            |
| ---------- | ----------------- | ---------------------- | ---------------------- | -------- | --- | ------------------ |
| 1999       | Avigdor Lieberman | 86.153                 | 2,6                    | 4 / 120  | Nou | Oposició           |
| 2003       | Avigdor Lieberman | Dins la Unió Nacional  | Dins la Unió Nacional  | 3 / 120  | 1   | Coalició           |
| 2006       | Avigdor Lieberman | 281.880                | 8,99                   | 11 / 120 | 8   | Coalició           |
| 2009       | Avigdor Lieberman | 394.577                | 11,70 (#3)             | 15 / 120 | 4   | Coalició           |
| 2013       | Avigdor Lieberman | Coalició amb el Likkud | Coalició amb el Likkud | 13 / 120 | 2   | Coalició           |
| 2015       | Avigdor Lieberman | 214.906                | 5,11                   | 6 / 120  | 7   | Oposició (2015-16) |
| 2015       | Avigdor Lieberman | 214.906                | 5,11                   | 6 / 120  | 7   | Coalició (2016-18) |
| 2015       | Avigdor Lieberman | 214.906                | 5,11                   | 6 / 120  | 7   | Oposició (2018-19) |
| Abril 2019 | Avigdor Lieberman | 173.004                | 4,01                   | 5 / 120  | 1   | Anticipades        |
| Set. 2019  | Avigdor Lieberman | 310.154                | 6,99                   | 8 / 120  | ▲ 3 | Anticipades        |
| 2020       | Avigdor Lieberman | 263.365                | 5,74                   | 7 / 120  | 1   | Oposició           |
| 2021       | Avigdor Lieberman | 248.370                | 5,63                   | 7 / 120  | =   | Coalició           |
| 2022       | Avigdor Lieberman | 213.582                | 4,48                   | 5 / 120  | 2   | Oposició           |